# Tim Bogert

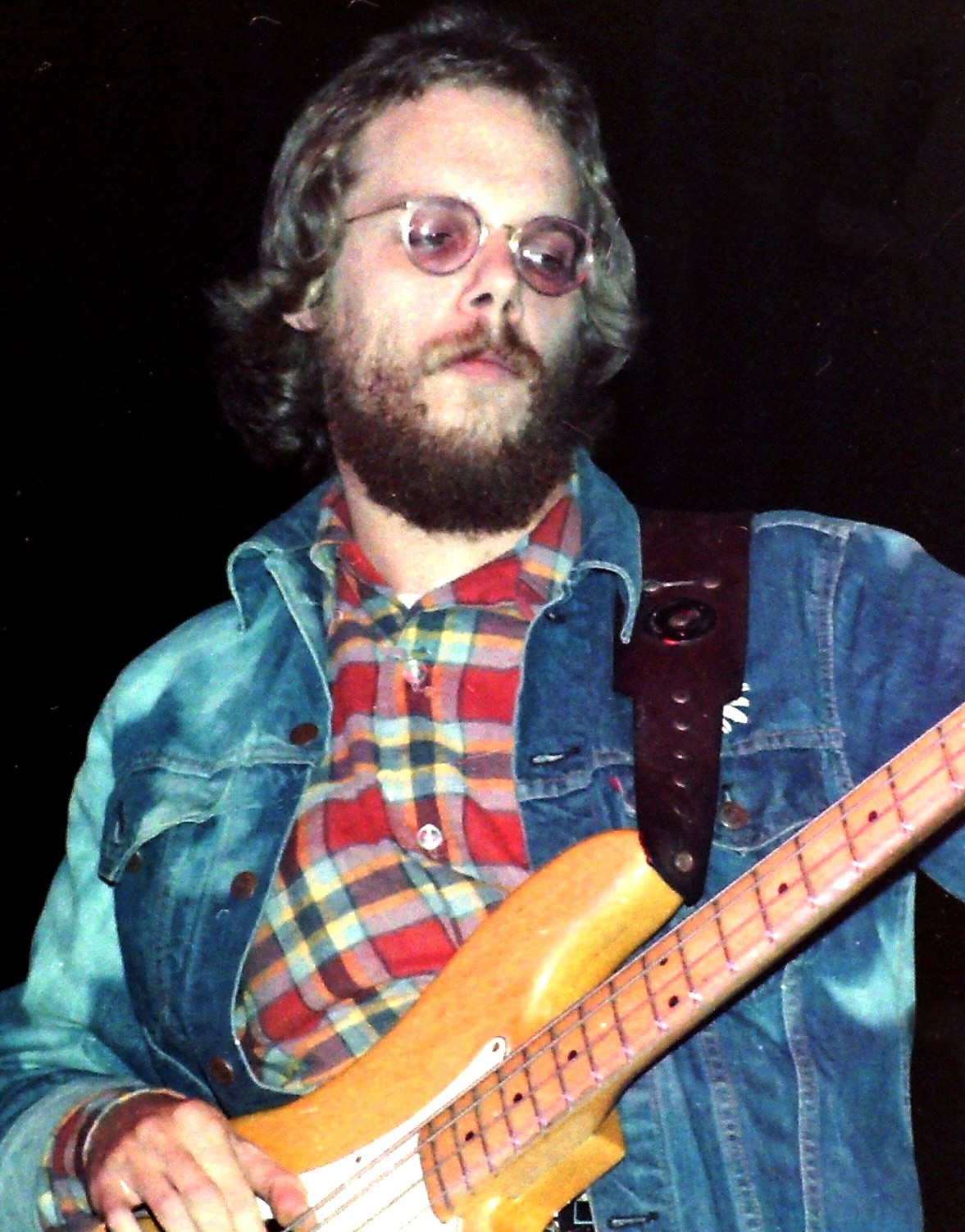
Tim Bogert (1972)

Tim Bogert (* 27. August 1944 in New York City; † 13. Januar 2021 in Simi Valley, Kalifornien) war ein US-amerikanischer Bassist und Sänger. Bekannt wurde er als Mitglied der Rockbands Vanilla Fudge, Cactus und Beck, Bogert & Appice.

## Biografie
Im Alter von acht Jahren bekam Bogert Klavierunterricht. In New Jersey gründete er mit Freunden die Band The Belltones, in der er Saxophon spielte. Aus den Belltones wurden The Chessmen, die auch in New York auftraten. Bogert wechselte vom Saxophon zum Bass.
Nach der Schulzeit ging Bogert mit Rick Martin & the Showmen auf Tournee. Dabei lernte er Mark Stein kennen, mit dem er The Pigeons gründete. Sie nahmen ein Album auf, danach nannten sie sich Vanilla Fudge.
Vanilla Fudge bestand aus Mark Stein (Keyboard), Vince Martell (Gitarre), Carmine Appice (Schlagzeug) und Tim Bogert (Bass). Gleich ihre erste Single You Keep Me Hangin’ On wurde ein weltweiter Erfolg. Von 1967 bis 1969 nahmen Vanilla Fudge fünf Alben auf, dann verließen Bogert und Appice die Gruppe und gründeten Cactus.
1972 brach Cactus auseinander, doch Bogert und Appice blieben zusammen. Mit Jeff Beck gründeten sie das vielbeachtete Trio Beck, Bogert & Appice (BBA).
In den Jahren nach BBA lebte und spielte Bogert in Kalifornien, England und Italien. Er spielte u. a. bei Rod Stewart, Bo Diddley und Rick Derringer. 1983 gab es eine Wiedervereinigung von Vanilla Fudge.
1993 erschien das Debütalbum des X-Japan-Gitarristen Pata, bei dem Bogert als Bassist neben Sänger James Christian, Drummer Tommy Aldridge (Thin Lizzy, ehemals Whitesnake) und Keyboarder Daisuke Hinata tätig war. Er nahm ebenfalls an der dazugehörigen Tour durch Japan teil.
Tim Bogert arbeitete achtzehn Jahre lang als Bass-Lehrer am Musicians Institute in Hollywood. 1999 wurde er in den Hollywood Rock Walk of Fame aufgenommen. Ende des gleichen Jahres gab es ein neues Powertrio, Char, Bogert & Appice (CBA) mit dem japanischen Gitarristen Char. Es folgte 2001 das Trio Derringer, Bogert & Appice mit Rick Derringer. 2005 hatte Bogert einen Motorradunfall und beendete aufgrund von Spätfolgen 2010 seine Karriere.
Im Januar 2021 starb Tim Bogert im Alter von 76 Jahren.